# 杭州宗教
杭州宗教介绍佛教、道教、基督教和伊斯兰教在杭州的传播历史和现状。

## 佛教

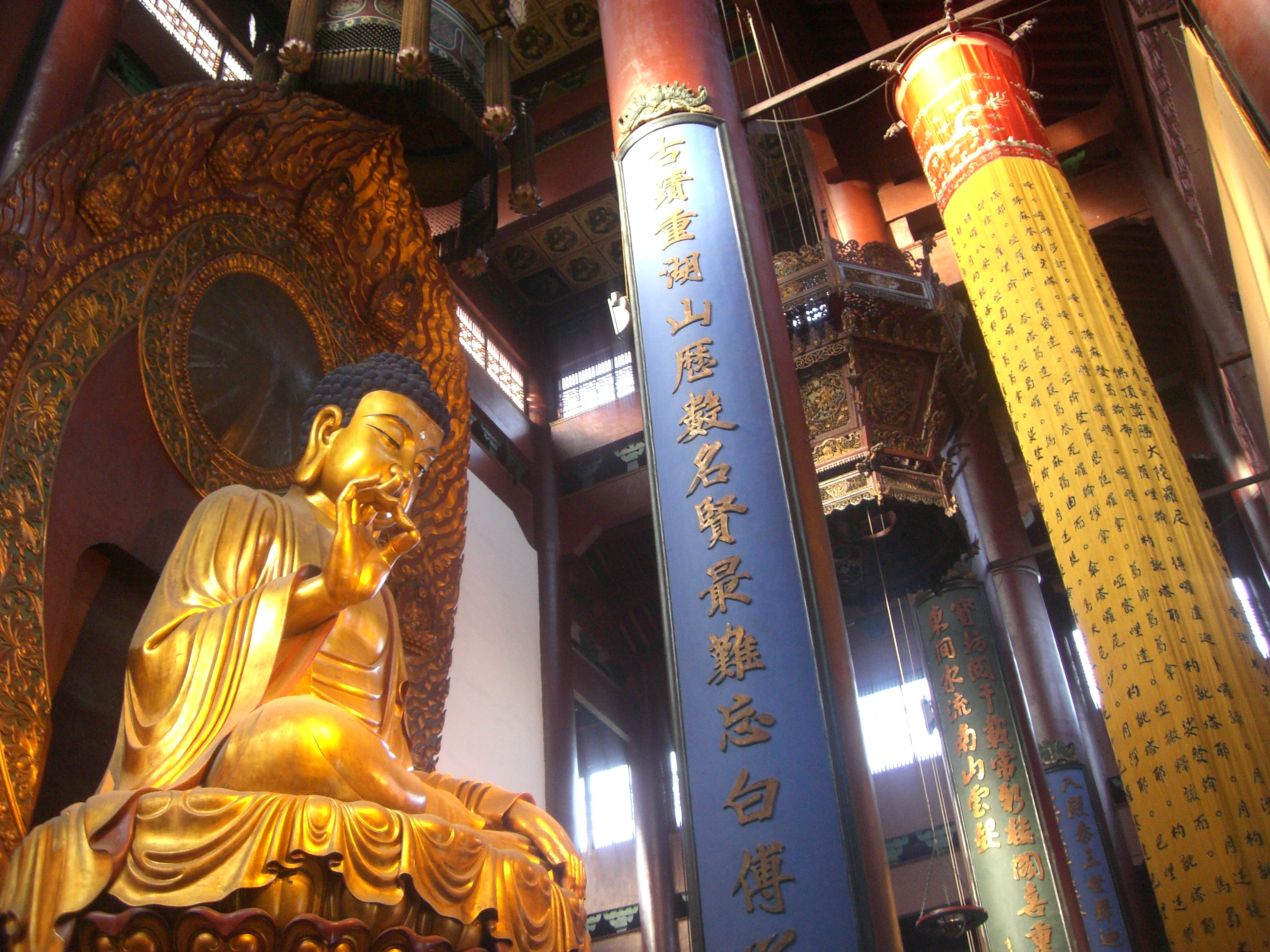
灵隐寺大雄宝殿内部

佛教在历史上是对杭州影响最大的宗教。佛教在杭州的传播始于东晋，兴于五代，盛于南宋（寺庙多达480所）。杭州的径山、灵隐寺、净慈寺、三竺寺均名列禅、教、律三宗“五山十刹”前列。杭州最著名的寺院是并称南北两山之最的灵隐寺与净慈寺。位于西湖西北面的灵隐寺坐落于飞来峰与北高峰之间的灵隐山麓中，创建于东晋咸和元年（326年），是中国最早的佛教寺院和中国十大古刹之一。也是杭州历史悠久、景色宜人的游览胜地。五代十国后周显德元年（954年）所建的净慈寺位于西湖湖畔南屏山，与灵隐寺皆是汉族地区佛教全国重点寺院。
杭州市佛教协会成立于1956年8月。杭州佛学院是杭州市佛教协会于1998年创办的一所佛教学院，设有教理院、艺术院两个二级学院以及研究所，本科生学制四年，研究生学制三年。

## 道教
杭州目前可统计的道教信徒约42000人。杭州市道教协会成立于1985年。杭州历史上著名的宫观有玉皇山巅的福星观、西湖栖霞岭北麓的黄龙洞和吴山之巅的城隍庙。

## 基督教

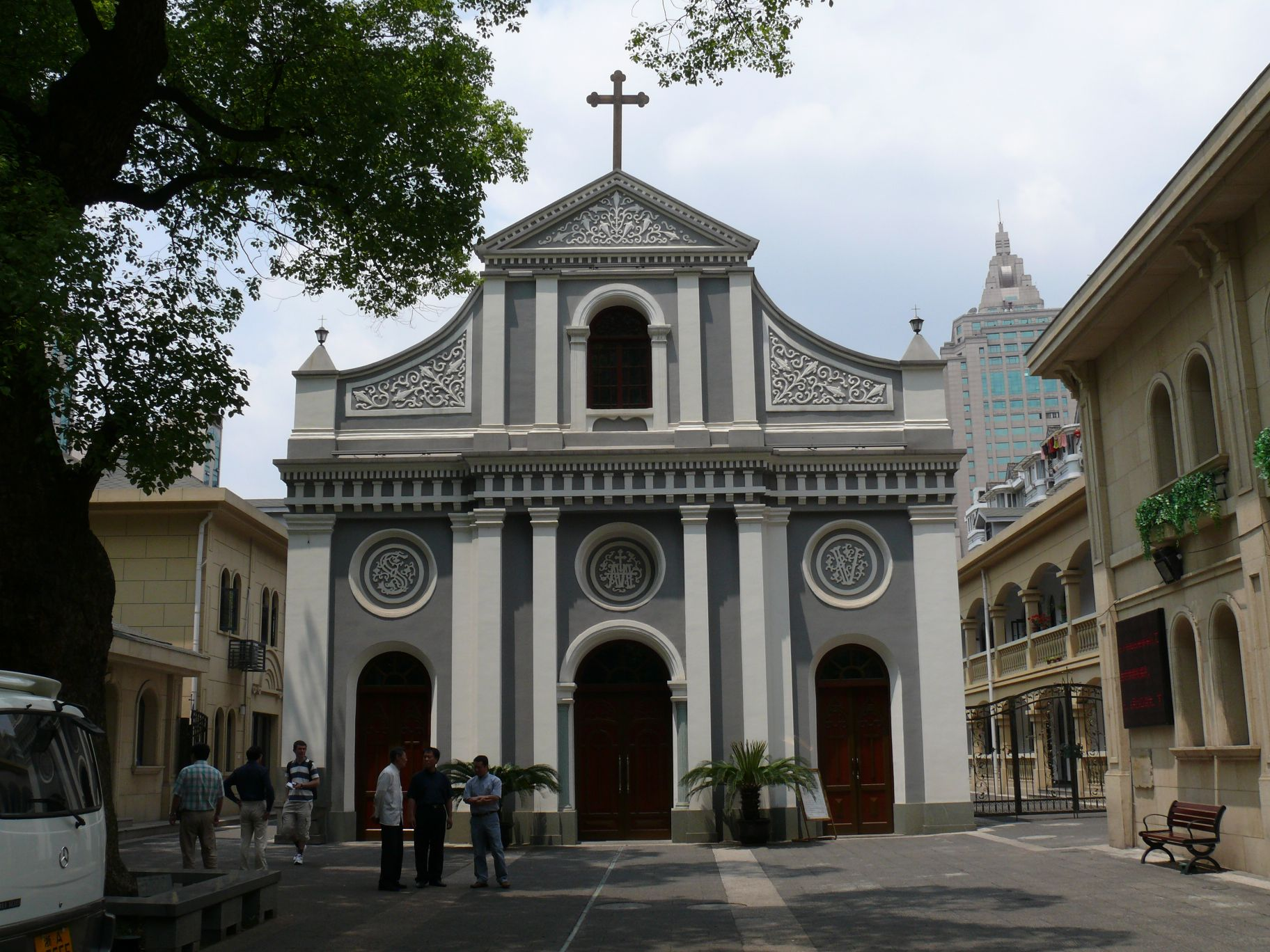
杭州圣母无原罪主教座堂

明代时期天主教传入杭州地区。杭州现有11所天主堂，在职教职人员（主教、神父、修女）10人，信众二千多人；而据2004年初统计杭州有17.9万人信仰基督教（其中萧山区占一半以上），市区开放有38处基督教活动场所。位于中山北路415号（临近武林广场）的杭州圣母无原罪主教座堂是一座历史悠久的天主堂，1661年由意大利传教士卫匡国建立。它不仅是天主教杭州教区的主教座堂，也是杭州市区目前唯一开放的天主堂，每周日早晨举行中文弥撒，周六晚举行英文弥撒，教堂拥有2个唱诗班。2011年1月教堂成为浙江省文物保护单位。
新教教堂有：
- 美北长老会：思澄堂、鼓楼堂
- 美南长老会：天水堂、湖山堂、城北堂、笕桥堂等
- 中国内地会：崇一堂
- 英国圣公会：信一堂（1958年关闭，改为小学）
- 美北浸礼会：民众堂（1958年关闭，1985年拆除）

## 伊斯兰教
隋代时期从广州、泉州等地来的阿拉伯商人将伊斯兰教传入杭州。据普查，杭州市有回族等十个信仰伊斯兰教少数民族共4000余人。位于中山中路的凤凰寺为中国伊斯兰教四大清真寺之一，该寺创建于唐代，宋代毁于火灾，元朝时得到重建，1953年又经过大修，至今保存完好，2001年成为全国重点文物保护单位，是杭州穆斯林的聚集中心。
由于近年杭州穆斯林人口增加，同时出于凤凰寺文物保护的需要，杭州于2011年在城东新城修建杭州清真寺，并于2017年5月正式启用。杭州清真寺是杭州的第二座清真寺。